# Train d'enfer
Train d'enfer è un film francese del 1985 diretto da Roger Hanin.

## Trama
Una sera in una piccola città del nord della Francia, con un alto tasso di disoccupazione, scoppia una rissa tra giovani francesi ed immigrati nordafricani. Diversi protagonisti vengono portati in questura, ma tutti vengono rilasciati la mattina presto. Il giorno successivo, sul treno Parigi-Lille, tre uomini, che il giorno prima avevano svolto il ruolo di capi della rissa, aggrediscono un giovane arabo, prima di gettarlo dal finestrino del treno. Una giovane donna, testimone dell'omicidio, si reca in questura per sporgere denuncia. I tre sospettati vengono rapidamente individuati, ma due di loro, avvertiti da un ispettore, riescono a dileguarsi.
L'arrestato ammette i fatti ma afferma di aver agito da solo. Nel corso delle indagini si scopre che i due indagati in fuga appartengono al servizio di sicurezza di un partito di estrema destra, il cui leader viene immediatamente arrestato.
Mentre a Parigi si organizzano manifestazioni antirazziste, nella cittadina sale la tensione. La giovane donna, che aveva testimoniato, viene trovata assassinata. Una notte, i finestrini vengono rotti e quindici auto vengono date alle fiamme.